# Друга аналитичка група анјона
Друга аналитичка група анјона у аналитичкој хемији је група следећих анјона: , , , , , , , , , .

## Опште карактеристике
Таложе се из неутралне средине као сребрне или баријумове соли са групним реагенсима: сребро-нитратом или баријум-хлоридом. Већина сребрних соли се раствара у азотној киселини и амонијаку, а баријумове соли у минералним киселинама. 

## Опште реакције
Са сребро-нитратом се издвајају углавном бели талози. 
Са баријум-хлоридом се издвајају бели талози са свим анјонима ове групе, осим са  где настаје талог жуте боје. 
Концентрована сумпорна киселина угљенише винску киселину и тартарате, а оксалну киселину и оксалате разлаже до угљен-моноксида и угљен-диоксида. Такође, дејствује на анјоне полибазних киселина и тада се издвајају хидро анјони и слободне киселине.
Оксидациона средства могу да оксидују: , ,  и , али реакције ће зависити како од врсте оксидационих средстава, тако и од услова оксидације. Сулфити се, рецимо, могу оксидовати до сулфата:
Јака редукциона средства у зависности од услова редукују анјоне: , , , , ,  и . 

## Доказивањејона
| реагенс           | производ          | детектовање промене                    | реакције |
| стронцијум-хлорид | стронцијум-сулфит | бели кристални талог                   |          |
| јод               | јодид и киселина  | обезбојавање раствора и кисела средина |          |

У реакцији са натријум-нитропрусидом добија се комплексно једињење црвене боје.
| реагенс            | производ       | детектовање промене                                                         | реакције |
| гвожђе(III)-хлорид | комплексни јон | љубичаста боја која се брзо обезбојава, јер се даље комплексни јон раствара |          |
| јод                | јодид          | обезбојавање раствора                                                       |          |

| реагенс           | производ      | детектовање промене | реакције |
| сумпорна киселина | угљен-диоксид | издвајање гаса      |          |

| реагенс                | производ                            | детектовање промене  | реакције |
| гвожђе(III)-хлорид     | гвожђе(III)-фосфат                  | бледожути талог      |          |
| амонијум-молибдат      | амонијум тетра-три-молибдато-фосфат | бели кристални талог |          |
| магнезијумова микстура | магнезијум-амонијум-фосфат          | бели кристални талог |          |

| реагенс          | производ       | детектовање промене                              | реакције |
| водоник-пероксид | пероксид хрома | раствара се у амил-алкохолу који боји јаркоплаво |          |

За доказивање хромата и дихромата користи се низ реакција заснованих на редукцији ових анјона.

## Доказивањеијона
Арсенати и арсенити се могу доказати како оксидо-редукционим, тако и таложним методама.
| реагенс       | производ                   | детектовање промене       | реакције |
| метил-алкохол | метил-естар борне киселине | сагорева зеленим пламеном |          |
| хинализарин   | органско једињење          | плава боја                |          |

Куркум-хартија наквашена раствором борне киселине, након сушења поприма црвеносмеђу боју.

## Доказивањејона
| реагенс             | производ         | детектовање промене   | реакције |
| калијум-перманганат | угљен-диоксид    | обезбојавање раствара |          |
| калцијумова со      | калцијум-оксалат | бели кристални талог  |          |

| реагенс       | производ        | детектовање промене | реакције |
| сребро-нитрат | сребро-тартарат | бео сираст талог    |          |

Сумпорна киселина угљенише тартарате- супстанца поцрни и осећа се мирис прженог шећера.